# Francis Smith
Pour les articles homonymes, voir Smith.
Francis Smith, né en 1723 et mort en 1791, est un officier de l'armée britannique qui a atteint le grade de major-général. Bien que Smith a eu une carrière longue et variée, il est surtout connu comme le commandant britannique pendant une grande partie de la bataille de Lexington et Concord au Massachusetts en avril 1775. Cette bataille fut la première de la guerre d'indépendance des États-Unis.